# Mónica Mendes
Mónica Mendes (Almeida, 16 de junho de 1993) é uma futebolista portuguesa que atua como defesa.
Atualmente (2020), joga pelo Sporting Clube de Portugal em Portugal.
Fez a sua primeira internacionalização em 2009, fazendo atualmente parte da Seleção Portuguesa de Futebol Feminino. 